# 伊東かおる
伊東 かおる（いとう かおる、1948年〈昭和23年〉9月3日 - 2007年〈平成19年〉7月8日）は、日本の男性漫談家。本名は伊東 薫（いとう かおる）。血液型はA型。九州出身の名古屋弁漫談家として名古屋・大須演芸場をホームグランドとして活動した。

## 経歴
1948年、大分県臼杵市で生まれる。貧しい家計を支えるため働きながら定時制高校に通った。1967年卒業後大阪、東京、さらに結婚のために転居していた姉を頼り名古屋へ移った。以降、終生名古屋で過ごした。NHKの小劇場の小道具係をしていた時、大須演芸場社長足立秀夫を知り、単身で大須演芸場の寄席を見に訪れた。当初の役者志望から舞台芸人に目標を移し、演芸場に押しかけ掃除や弁当配りをしながら舞台に上がれる日を待った。20代後半となった1974年ものまね漫談でデビュー。
デビューした大須演芸場の舞台で「名古屋弁で笑いを取る」ということを思いついた。名古屋弁を足立に教わったり、銭湯へ行きお年寄りとの会話を通じて『ひずがない』（元気がない）などいろいろな言葉を覚えたという。名古屋弁が自然になるまで10年かかった、というが、足立からは「地元の人より流暢にしゃべる」と評されている。
ビートたけしや明石家さんま、ルーキー新一らと一緒に舞台に上がったこともある。特定の師匠を持たず全て独立独歩でネタを編み出していたが、ルーキー新一の芸からは大きな感化を受けたという。この頃生活のためにスナックでバイトしていたが、売上に貢献するためにコカ・コーラを大量に飲んでいた。後年「糖尿でコーラを控えんと」とボヤキながら甘いカステラを頬張るという無類の甘党となった。
小柄な体格で女装が似合うことから、おばあちゃんの扮装をして名古屋弁をまくしたてるというスタイルが当たり、大須演芸場のスターとなる。この噂が広がり東京・大阪のテレビ局や寄席からも声がかかりだす。1976年、深夜放送の全国ネットの番組に"歌謡形態模写新人"として出演することになったが放送直前、ロッキード事件で放送中止になったという。
1986年、お笑いスター誕生!!（日本テレビ）に出演するも1週で終わる。このときは若手とともにトリオ漫才の予定だったが、番組プロデューサーの助言に従いピンで第7回オープントーナメントサバイバルシリーズに出場していた。
1987年5月話題作りのために足立を主唱者として「名古屋弁を全国に広める会」が大須演芸場に発足したが、足立から「おまえしかおらん」と言われて会長になる。冗談交じりのはずが思いのほか反応が多く、春日一幸や山田昌を招いたセレモニーまで行われ、会長職も“マジ”に遂行せざるを得なくなった。この時から「会長たる者がこんな言葉も知らんのか」と言われるのを恐れ、ますます名古屋弁の学習に熱が入った。
1987年10月4日放送分からザ・テレビ演芸（テレビ朝日）に３週連続で出演し名古屋漫談ネタで10月18日放送分最終ステージで勝利しチャンピオンになった。1988年にも出演し「名古屋では黄色のことをキイロと言わない。『マッキッキ』と言う」などのネタで「とび出せ笑いのニュースター・ホップステップジャンプ」の初戦をものにするが2週目に敗れている。
1989年3月、当時7歳の次男を交通事故で失う。その後「生を全う出来なかった息子の分まで精いっぱい生きて笑いを演じたい」と復帰し、6月に中部日本放送ラジオで新幹線車内や東京で伊東が一般人に「ヒャアリャアトくれやあせ」「道がわっかれせんけど」など名古屋弁で話しかけるバラエティーショー「名古屋弁笑劇場」が放送。7月、愛知労基署主催あいちホットウィークフォーラムで名古屋弁漫談を披露、岐阜市で反消費税などをテーマにした政治風刺的漫談を披露、12月には名古屋弁笑劇場がカセットブックになって発売された。
1990年代以降は大須演芸場の客数がさらなる落ち込みを見せるが、反比例して営業が好調になり演芸場の赤字を埋めるようになってきた。伊東、足立はこれを「名古屋弁の出前」と言った。伊東の演芸場での出番は毎月20回ほどでギャラは一回3千円、つまり月6万円にしかならないが、これを営業で補填するようになった。

1991年8月27日、名古屋市南区元浜通商店街のサマーフェス元浜で三遊亭歌笑とともに寄席を開催。1994年4月26日、中日くらし友の会熟年を考える会主催「熟年祭り」で「名古屋弁あれこれ」と題し「ええでかんわ」と「いかんでかんわ」の違い等を語る漫談を披露。1995年4月16日、JR尾頭橋駅誕生を記念した「おとうばし商人まつり」に出演し歌謡物まねを披露。1997年2月12日、豊山町文化協会主催文化フォーラムにて漫談を披露1997年9月8日、岐阜市民会館の爆笑観劇会に出演しチャンバラトリオと共演している。

1998年2月12日、岐阜市岩田西の智照院で「福ダルマ供養法要演芸会」で大須くるみとともに漫談・物まねなどで参詣者を沸かせた。同じ年12月19日、名古屋市内285の特定郵便局が共同で主催した100歳超の双子きんさんぎんさんの慈善トークショーの司会進行を大須くるみと務めた。
晩年は甘い物好きが嵩じて糖尿病による視力低下に悩まされ「もう舞台は嫌やだ」とも言っていたが、2006年9月大須演芸場で開催された「伊東かおるフェスティバル」は満員札止めの大入りとなった。
2007年1月21日の大須演芸場出演を最後に闘病生活に入り、6月上旬、入院中に見舞に来た若手芸人に「もう一度舞台に立ちたい」と訴えるが、7月8日に腎不全のため名古屋市中区の病院で死去。満58歳没。
死去から7年後の2014年（平成26年）、名古屋市長河村たかしは定例会見で大須演芸場の閉鎖について問われた時「名古屋の言葉の堪能な伊東かおるさんという芸人がおって。死んじゃったけれどね、彼は。僕のいろんな行事のときに来てもらって、安いギャラでよう面白いことを言ってくれたですわ」と述懐した。

## 芸風
デビュー当時は美空ひばり・小林旭・森進一のものまねを軸にしていた。当時を振り帰りながら「テレビに出ている若い人たちの物まねはテレビ局が事前に用意した特殊効果で似ているように見えるだけ。裸一貫なら俺は負けない」と豪語していた。
漫談のネタは庶民性ある日常茶飯事のテーマとしターゲットは中高年、平成以降、波たかしと組む漫才もレパートリーに加えた。
名古屋弁について「私のような外から来た人間の方が面白さを感じることができるようだ。『広める』というより面白くて素敵な言葉の数々を残したい」と語っており、名古屋弁の歌詞の歌を発表するのが目標の一つだった。
大阪弁についての雑感を述べたこともある。1993年、「名古屋弁と大阪弁　一七三六ことば集」（服部勇次音楽研究所発行　1993年8月刊）の著者、服部勇次を名古屋弁を広める会会長として表彰することとなった。そこで「名古屋弁の弱みは若者が使わんこと。大阪の人がえりゃあのはどこ行っても大阪弁を使っとること。そのパワーは勝負になっとらん」とコメントした。
雷門獅篭によると、獅篭の師匠で名古屋出身の雷門小福が伊東の名古屋弁について「他から来たやつがオーバーにやるから、お客は笑うんだわ～。かおるを見ろ！」と話していたという。
伊東の漫談芸は方言学方面でも注目され、1994年4月16日　愛知県立大学本館２階で方言研究会による「伊東かおる漫談テープを聴く」という論文の研究発表会が行われている。1989年（平成1年）5月、山口幸洋によって大須演芸場で録音されたもので、『名古屋・方言研究会報』第11号に春日一幸と田中角栄のものまね部分以外の名古屋弁が標準語訳とともに掲載されている。「岐阜の人と名古屋の人ってのはあゃーいしょー（相性）がワリィ、昔から言うんダテ、身の終わり（美濃尾張）ツーテ」などのネタが記録されている。